# Драко Малфой
Дра́ко Ма́лфой (англ. Draco Malfoy) — персонаж серии романов о Гарри Поттере, школьный и идейный враг Гарри Поттера, его противоположность.

## Общие сведения
- Имя: Драко Люциус Малфой;
- Родители: Люциус Малфой и Нарцисса Малфой;
- Семейное положение: имя жены не указано в книгах, но по сведениям Дж. К. Роулинг[1] её зовут Астория Гринграсс;
- Сын: Скорпиус Малфой;
- Телосложение: высокий, худощавый, бледный;
- Особые приметы: светлые волосы, ледяной и презрительный взгляд;
- Факультет: Слизерин;
- Квиддич: ловец команды Слизерина (2-6 курс);
- Палочка: 10 дюймов, боярышник и волос единорога, достаточно гибкая. Временно был владельцем Бузинной палочки, хотя и не подозревал об этом.

## Биография
Мать Драко Малфоя — волшебница-домохозяйка Нарцисса Малфой, отец — глава попечительского совета Хогвартса и Пожиратель Смерти Люциус Малфой. Принадлежит к чистокровной семье волшебников. Большинство его родственников, такие, как тетя Беллатриса Лестрейндж, разделяли идеи Волан-де-Морта о привилегированности чистокровных волшебников и встали на его сторону.
Драко, как и многие другие знал историю о выживании Гарри Поттера после попытки Волан-де-Морта убить его, но познакомился с ним, когда лесничий Рубеус Хагрид впервые привёл Гарри в магазин на Косом переулке. Но отношения между Малфоем и Поттером не заладились, когда Драко увидел Гарри в Хогвартсе в обществе Рона Уизли и Гермионы Грейнджер. Драко становится учеником Слизерина и приближает к себе сыновей Пожирателей Смерти — Винсента Крэбба и Грегори Гойла. На втором году обучения входит в состав сборной своего факультета по квиддичу. Однако напряжённость в отношениях Драко и Гарри нарастает. Например, Драко рассказывает всем про то, что Хагрид хранит дракона Норберта у себя в хижине, издевается над учеником Гриффиндора Невиллом Долгопупсом, обижает Рона Уизли.
На втором курсе обучения он называет Гермиону грязнокровкой (то есть, магл, не маг), натравливает змею во время поединка с Поттером на тренировке в Дуэльном клубе. Более того, Гарри раскрывает планы Люциуса касаемо открытия Тайной комнаты с помощью дневника Тома Реддла, попавшего в руки Джинни,сестры Рона, намерение занять пост главы школы, и Малфой-старший лишается звания главы попечительского совета.
Вскоре Гарри сталкивается с дементором из Азкабана во время поездки в Хогвартс на поезде, и это становится предметом насмешки Драко. Однако сам Драко получает травму от гиппогрифа Клювокрыла на уроке у Хагрида (по собственной же неосторожности) и в итоге Люциус добивается казни волшебного существа. Но Гермиона ставит на место Драко и  вместе с Гарри и Роном спасает гиппогрифа, а заодно и сбежавшего из тюрьмы Азкабан анимага Сириуса Блэка — крёстного отца Гарри Поттера.
На четвёртом курсе Драко сталкивается с гриффиндорской троицей на чемпионате мира по квиддичу и пытается напасть на Гарри, ставшего в то время участником Турнира Трёх Волшебников, однако его быстро ставит на место Пожиратель Смерти Барти Крауч-младший, проникший в школу под видом мракоборца Аластора Грюма, чтобы оказать помощь Тёмному Лорду в его возрождении.
На пятом курсе Драко становится старостой Слизерина, и входит в состав Инспекционной Дружины — организации, созданной членом Министерства магии Долорес Амбридж в целях сохранения порядка в школе. Он принимает участие в раскрытии местонахождения Отряда Дамблдора, который был создан Гарри Поттером для борьбы с Волан-де-Мортом, однако эта миссия проваливается. Сам Гарри под воздействием посланного Тёмным Лордом ложного виде́ния отправляется со своими друзьями в Министерство магии, где сталкивается с Пожирателями Смерти во главе с Люциусом Малфоем, намеревавшимся передать Волан-де-Морту посредством Поттера-младшего пророчество, в котором говорилось про то, что родится мальчик, который став взрослым, одержит победу над Тёмным Лордом. Однако миссия Люциуса Малфоя терпит провал и он сам оказывается в Азкабане, как оказалось, лишь на время.
На шестом курсе Драко вступает в ряды Пожирателей Смерти, однако озлобленный на посаженного в Азкабан Люциуса Малфоя,Тёмный Лорд налагает на Драко трудное поручение — убить директора Хогвартса Альбуса Дамблдора, иначе Волан-де-Морт уничтожит всю семью Малфоев. Драко был предоставлен собственный выбор, но Нарцисса правильно догадалась, что её сына обрёк на провальный результат Тёмный волшебник, который был лишён жалости и не мог терпеть отказа. В расстроенных чувствах она спешит за помощью к Северусу Снеггу, несмотря на предостережения своей старшей сестры - Беллатрисы Лестрейндж. Но Снегг не отказывает ей в помощи, и даже приносит на глазах у Беллатрисы Непреложный обет.
Сам Драко чинит расположенный в Хогвартсе Исчезательный шкаф для осуществления запланированного нападения Пожирателей Смерти, а заодно и осуществляет попытки убить Дамблдора с помощью заколдованного ожерелья и отравленной медовухи. Но попытки терпят неудачу, а Гарри ставит на место Драко, догадавшись, кто стоит за покушениями. Гарри вскоре помогает Дамблдору в приобретении ложного медальона Слизерина, в это время Драко способствует появлению в Хогвартсе Пожирателей Смерти во главе с Беллатрисой. Именно на глазах у последних Драко лишает постаревшего и обессиленного вследствие заклятия, наложенного на кольцо Марволо Мракса, и похода за ложным крестражем Альбуса Дамблдора Бузинной палочки, которой в то время он владел. Однако Драко оказался не в состоянии нанести «завершающий смертельный удар», потому что, вопреки самому себе, его тронули доброта и жалость Дамблдора к своему потенциальному убийце. Но в дело вмешивается Снегг и убивает Дамблдора, причём профессор зельеварения и глава Хогвартса договорились об этом ранее. Гарри Поттер этого не знал и пытается уничтожить Снегга, но терпит провал.
Вскоре возвращается из Азкабана Люциус, но положение Малфоев среди Пожирателей Смерти падает очень низко, а Тёмный Лорд превращает их поместье в свою штаб-квартиру. Родные пенаты Драко стали форменным застенком: здесь, прямо над столом в трапезной во время собрания Пожирателей была убита преподаватель магловедения в Хогвартсе, сюда заточили подругу Гарри Поттера и члена Отряда Дамбдлора Полумну Лавгуд вместе с сотрудником банка гоблином Крюкохватом, тут Тёмный Лорд пытал пленённого оборотнем Фенриром Сивым мастера волшебных палочек Олливандера. Именно в родовом поместье Драко столкнулся с Гарри, когда ушедших в подполье Гарри, Рона и Гермиону схватили егеря Малфоев. На опознании Драко сделал вид, что не знает Гарри, которого бросили в подвалы поместья. Однако при помощи домового эльфа Добби пленники сумели сбежать, причём Гарри успел победить Драко и забрать волшебную палочку своего школьного врага.
Вскоре Драко оказывается в Хогвартсе, защитники которого приготовились к нападению со стороны Тёмного Лорда. Там же в школе оказывается и Гарри, который решил найти спрятанный в Хогвартсе крестраж (диадему Когтевран). В начале битвы за Хогвартс Гарри находит диадему в Выручай-комнате и собирается уничтожить её, но в дело вмешивается Драко и вступает в решающий поединок. Винсент Крэбб, спутник Драко, вызывает заклинание «адский огонь», но Гарри спасает Драко от смерти, а заодно и уничтожает крестраж (Крэбб погибает). Вскоре Гарри временно умирает в Зачарованном лесу от руки Тёмного Лорда, так как он понял через воспоминания убитого Волан-де-Мортом Снегга, что он сам является крестражем. Тёмный Лорд победителем вступает в школу вместе со своей армией и показывает тело Гарри защитникам Хогвартса, причём Драко воссоединяется со своими родителями. Хотя битва за Хогвартс возобновляется, Малфои предают Тёмного Лорда, а сам Волан-де-Морт погибает во время итогового поединка с Гарри Поттером.
Впоследствии Малфои избегают заточения в Азкабан, а Драко женится на сестре своей слизеринской сокурсницы Астории и у них рождается сын Скорпиус. 1 сентября 2017 года уже немолодой Драко встречает Гарри, Рона, Гермиону и Джинни на Платформе 9¾. Все они приехали сюда проводить своих детей в Хогвартс. Сухой кивок в сторону бывших школьных знакомых и не менее сдержанный ответ Гарри говорит о многом. Драко помнит, что ему когда-то спасли жизнь во время битвы за Хогвартс, Гарри помнит, что в своем родовом поместье Драко пытался их как-то защитить от собственной тётки, но дружба между ними невозможна: обе стороны помнят слишком много обид, причинённых друг другу, хотя они давно не враги.
Драко становится усовершенствованной версией своего отца: обеспеченный, без необходимости работать, Драко живёт с женой и сыном в поместье Малфоев. В его увлечениях заметно дополнительное подтверждение двойственности его натуры. Коллекционирование Тёмных артефактов восходит к семейным традициям, хотя он держит их в стеклянных витринах и не использует. Однако, его странный интерес к алхимическим рукописям, по которым он так и не пытается создать Философский камень, намекает на желание чего-то другого, отличного от богатства, возможно даже желание стать лучше. Есть все основания полагать, что он вырастит Скорпиуса более добрым и более терпимым, чем был он сам в детстве.

## Создание персонажа
Драко создан, по словам Джоан Роулинг, на основе образов хулиганов, с которыми писательница встречалась в школьные годы.
Малфой первоначально фигурировал под именем «Драко Спунген» в ранних набросках «Философского камня», но впоследствии его фамилия была изменена. Филипп Нел считает, что фамилия Малфой происходит от французского фразы mal foi, которую можно перевести как «недобросовестность». В статье, опубликованной в 2002 году, Нильсен и Нильсен утверждают, что имя «Драко» имеет коннотации с чем-то «драконовским» и что его фамилия начинается с mal, поскольку данный французский префикс означает «плохой, злой».

## Отражение в популярной культуре
В интервью в Альберт-холле Роулинг отметила, что мальчики любят одеваться, как Драко, гораздо больше, чем как Гарри, и что люди «слишком любят Драко», что её «немного беспокоит». В том же интервью Стивен Фрай отметил, что, когда Гарри встретил Малфоя, он узнал, что расизм есть и в волшебном мире и многие персонажи, стоящие у власти, могут быть «настолько же неприятными и коррумпированными, как в нашем мире». Фрай также отметил, что в то время как «Крэбб и Гойл почти безнадёжно плохи», Малфой, в отличие от своих товарищей, «является достаточно стильным».
Тексты песен Wizard rock-группы Draco and the Malfoys вдохновлены книгами о Гарри Поттере, но с точки зрения Драко Малфоя. Так же как и участники группы Harry and the Potters, члены данной группы одеваются в стиле студентов Хогвартса, в данном случае в костюмы стиля Слизерина. Группа является одной из 750 групп молодых музыкантов, играющих музыку, вдохновлённую книгами о Гарри Поттере.
Драко пародируется как Джерко Феникс в комедийном телесериале «Волшебники из Вэйверли Плэйс», в эпизодах «Wizard School Part 1» и «Wizard School Part 2», где Алекс и Джастин Руссо идут в магическую школу под названием Wiz-tech, где все носят жёлтые и чёрные халаты и очки, напоминая внешним видом Гарри Поттера. Драко также был спародирован под именем Сакко (его играет Шейн Лайонс) в скетче Harry Blandder телесериала «Всякая всячина», в котором Гарри Бладдер и другие студенты часто сталкиваются с злодейскими замыслами Сакко. В спектакле «Гарри Поттер и неприятный голос» Малфой действует вместе с Хагридом и Дементором. Драко также был спародирован в скетче Big Bite, где он был назван именем Mailboy (а его отец Люциус был назван Mailman). В Potter Puppet Pals Нила Сисиреджи Драко появляется в эпизоде «Драко-кукла». Он отличается от всех остальных персонажей, являясь сделанной из простой бумаги маленькой марионеткой, которую держит и за которую говорит кукла Гарри. Гарри создал его для того, чтобы мучить его, и после того, как марионетка «раздражает» Гарри, он делает ряд странных вещей с бумажным Драко и в конечном итоге сжигает его в печи.

## Реакция критиков
IGN поставил Малфоя на третье место в своём топе персонажей «Гарри Поттера».